# Saint Marie De Marceau
O Saint Marie De Marceau foi um navio de carga português. Em 1382 esta embarcação ter-se-á desviado da rota numa tempestade, conseguindo aportar em segurança a Mount's Bay (na Cornualha); em 29 de novembro o mestre João Vicente desembarcou para solicitar assistência e proteção a Nicholas Cardrew, mas foi capturado e coagido a ceder o navio e sua carga a alguns homens da localidade. Não tendo sido permitido à tripulação regressar ao navio, este foi dado por "totalmente perdido".
O saque pelos habitantes da zona incluiu a carga e as artes do navio, tendo ocorrido entre 29 de novembro e início de dezembro de 1382. Há registo de um canhão a bordo, fosse como carga, ou sugerindo que o navio tivesse uma função militar. O resto da carga incluía equipamentos militares contemporâneos, espadas e lanças, arcos e flechas, bem como uma carga comercial de breu, piche, cobre e pano de lã. A carga foi avaliada em 600 marcos, de acordo com o inquérito movido em Truro logo a 15 de dezembro.
A má receção dada ao navio pode ter sido consequência do regresso a Inglaterra de João de Gante, apenas três meses antes, após uma expedição abortada de reforço às hostes de D. Fernando no contexto da terceira guerra fernandina (a paz foi assinada antes da chegada dos ingleses, que assim arcaram a despesa da expedição sem obter dela qualquer proveito).
Construído em madeira, o navio era uma embarcação à vela. A julgar pelo volume de carga citado no inquérito, não deverá ter sido uma embarcação muito maior do que uma coca.